# Colton Brown
Colton Brown (* 8. října 1991, New Brunswick, New Jersey, USA) je americký zápasník–judista afroamerického původu.

## Sportovní kariéra
S judem začínal v 8 letech Piscataway na přání svého otce. Později se přesunul do San José, kde se věnoval judu při studiu na vysoké škole pod vedením Mike Swaina. Od roku 2017 se přípravuje v tréninkové skupině Pedro's Judo Center ve Wakefieldu v Massachusetts. V roce 2016 se kvalifikoval na olympijské hry v Riu. V úvodním kole poslal súdánského judistu technikou uči-mata na ippon, v dalším kole však nestačil na judo Francouze Alexandre Iddira, který ho vybodoval na wazari osobní technikou technikou ippon-seoi-nage.

### Vítězství ve SP
- 2015 – 1x světový pohár (San Salvador)

## Výsledky
| Olympijské hry          |     |     |   | — |     |    |     | úč. |     |  |  |  |  |  |  |  |  |  |  |  |  |  |
| Mistrovství světa       | —   | —   | — |   | úč. | —  | úč. |     | úč. |  |  |  |  |  |  |  |  |  |  |  |  |  |
| Panamerické hry         |     |     | — |   |     |    | 2.  |     |     |  |  |  |  |  |  |  |  |  |  |  |  |  |
| Panamerické mistrovství | —   | —   | — | — | —   | 5. | 5.  | 2.  | 2.  |  |  |  |  |  |  |  |  |  |  |  |  |  |
| MS juniorů              | úč. | úč. |   |   |     |    |     |     |     |  |  |  |  |  |  |  |  |  |  |  |  |  |